# بيدرو مورا
بيدرو مورا (بالإسبانية: Pedro Mora)‏ هو عداء مراثوني فنزويلي، ولد في 22 سبتمبر 1977.

## وصلات خارجية
- بيدرو مورا على موقع الاتحاد الدولي لألعاب القوى (الإنجليزية)
- بيدرو مورا على موقع أوليمبيديا (الإنجليزية)